# バージニアシティ (ネバダ州)
バージニアシティ（英: Virginia City）は、アメリカ合衆国ネバダ州、ストーリー郡の首都で非法人地域。リノ都市圏に含まれる。19世紀後半には銀山の町として栄え、最盛期にはその人口は1万人を超えていたが、その後1950年代には500人まで減ってしまった。しかし古い町並みが多く残っていたために観光を主産業としての街の復興に成功し、いまでは毎年200万人以上の観光客が訪れる場所となった。

## 歴史

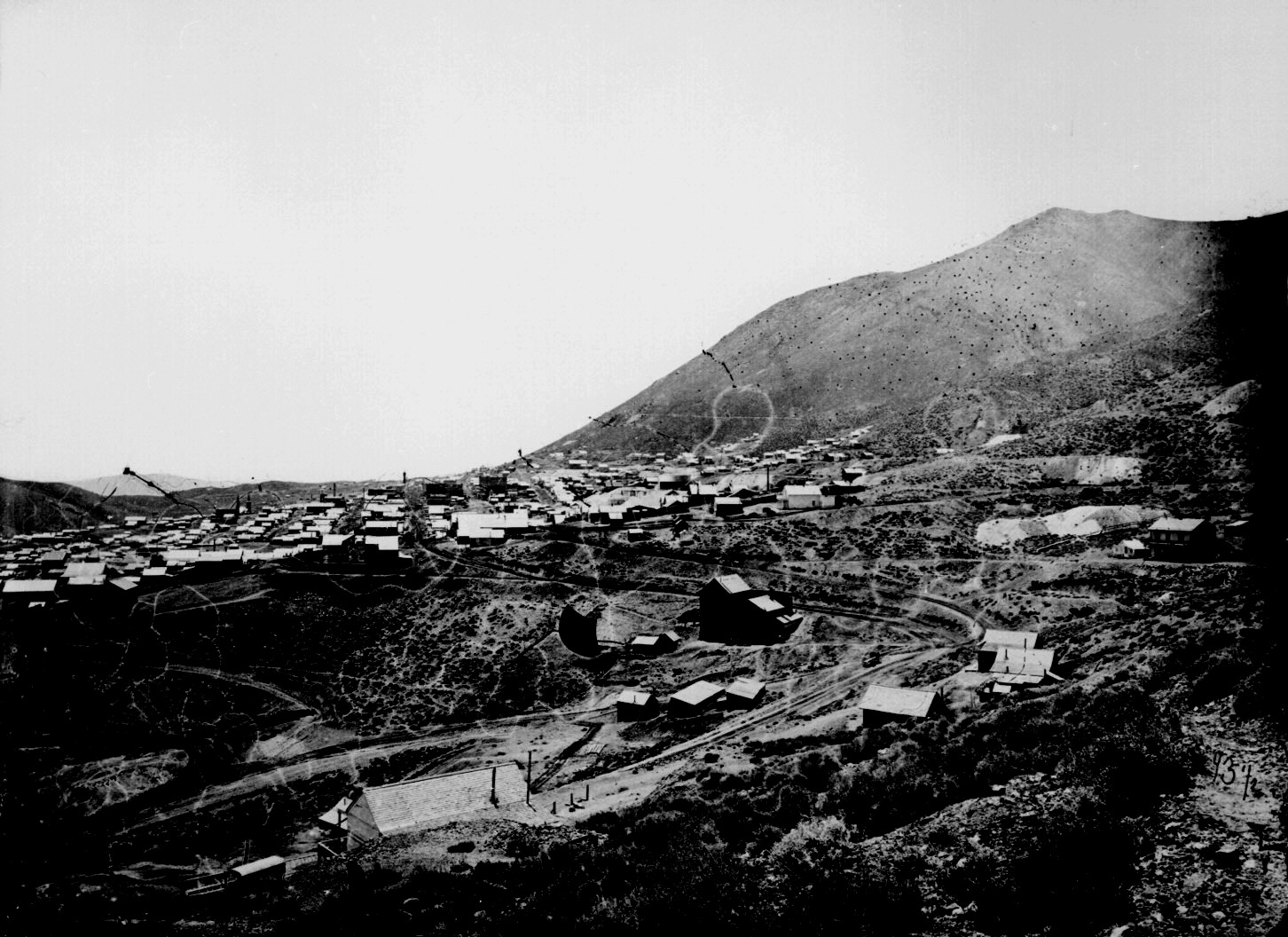
バージニアシティ、1867年-68年頃

バージニアシティはネバダ州で最も古い共同体の一つである。街の名は「オールド・バージニー」の愛称で呼ばれたジェームズ・フィンニーが由来とされる。フィンニーはコムストック・ロードの発見者で、本名はジェームズ・フェニモアであったが、殺人を犯して生まれ故郷のバージニア州から逃れてきたという。
州内の他の都市同様、バージニアシティは鉱山都市であった。1859年のコムストック・ロード銀山ストライキで全国的に知られるようになる。ピーク時の人口は3万人を超え、アメリカで最も豊かな都市と呼ばれた。コムストックの成功に続く20年間で「およそ4億ドルが地面から掘り出された」という。コムストック・ロードが1898年に閉山すると、市の人口は急激に低下した。坑夫の大半はコーンウォール人かアイルランド人であった。

## アクセス
リノから南東へ約37キロメートル

## 参照
1. ↑  Moffatt, Riley.  Population History of Western U.S. Cities & Towns, 1850-1990.  Lanham: Scarecrow, 1996, 159.
2. ↑  Rinella, p. 73
3. ↑  Thomson, p.26
4. ↑  Payton, Philip, Making Moonta: The Invention of Australia's Little Cornwall